# 哥伦比亚自然区

哥伦比亚的自然区

哥伦比亚是南美洲的国家。由于其自然结构，哥伦比亚可分为六个截然不同的自然区域。这些区域包括安第斯地区，包括安第斯山脉在哥伦比亚的三个分支；加勒比地区，邻近加勒比海的地区；太平洋地区，毗邻太平洋；奥里诺奎亚地区，主要位于与委内瑞拉接壤的奥里诺科河流域的洛斯亚诺斯平原的一部分；亚马孙地区，亚马孙雨林的一部分；最后是海岛地区，包括大西洋和太平洋的岛屿。